# Ланкастер (Нью-Гемпшир)
Ланкастер (англ. Lancaster) — місто (англ. town) в США, в окрузі Коос штату Нью-Гемпшир. Населення — 3218 осіб (2020).

### Клімат
| Клімат : Ланкастер      | Клімат : Ланкастер | Клімат : Ланкастер | Клімат : Ланкастер | Клімат : Ланкастер | Клімат : Ланкастер | Клімат : Ланкастер | Клімат : Ланкастер | Клімат : Ланкастер | Клімат : Ланкастер | Клімат : Ланкастер | Клімат : Ланкастер | Клімат : Ланкастер | Клімат : Ланкастер |
| Показник                | Січ.               | Лют.               | Бер.               | Квіт.              | Трав.              | Черв.              | Лип.               | Серп.              | Вер.               | Жовт.              | Лист.              | Груд.              | Рік                |
| Абсолютний максимум, °C | 16,7               | 17,2               | 25,6               | 32,2               | 32,8               | 35,0               | 35,0               | 34,4               | 33,9               | 27,8               | 22,8               | 16,7               | 35,0               |
| Середній максимум, °C   | −4,2               | −2,3               | 3,4                | 10,6               | 18,9               | 23,4               | 25,9               | 24,6               | 19,8               | 13,1               | 5,4                | −1,4               | 11,5               |
| Середній мінімум, °C    | −17                | −16,6              | −9,6               | −2,4               | 4,1                | 9,4                | 12,2               | 11,2               | 6,5                | 0,1                | −4,2               | −12,1              | −1,5               |
| Абсолютний мінімум, °C  | −39,4              | −40                | −32,2              | −18,3              | −7,8               | −2,2               | 0,0                | −2,2               | −6,1               | −13,3              | −22,8              | −37,8              | −40                |
| Норма опадів, мм        | 67                 | 46                 | 60                 | 69                 | 87                 | 101                | 100                | 111                | 88                 | 82                 | 81                 | 69                 | 961                |
| ----------------------- | ------------------ | ------------------ | ------------------ | ------------------ | ------------------ | ------------------ | ------------------ | ------------------ | ------------------ | ------------------ | ------------------ | ------------------ | ------------------ |
| Джерело: NOAA           |                    |                    |                    |                    |                    |                    |                    |                    |                    |                    |                    |                    |                    |

## Демографія
Згідно з переписом 2010 року, у місті мешкало 3507 осіб у 1399 домогосподарствах у складі 880 родин. Було 1687 помешкань
Расовий склад населення:
| - 96,8 % — білих - 0,7 % — корінних американців - 0,6 % — азіатів - 0,3 % — чорних або афроамериканців |

До двох чи більше рас належало 1,1 %. Частка іспаномовних становила 1,7 % від усіх жителів.
За віковим діапазоном населення розподілялося таким чином: 21,9 % — особи молодші 18 років, 58,7 % — особи у віці 18—64 років, 19,4 % — особи у віці 65 років та старші. Медіана віку мешканця становила 45,4 року. На 100 осіб жіночої статі у місті припадало 91,8 чоловіків;  на 100 жінок у віці від 18 років та старших — 86,6 чоловіків також старших 18 років.
Середній дохід на одне домашнє господарство  становив 62 765 доларів США (медіана — 49 207), а середній дохід на одну сім'ю — 79 016 доларів (медіана — 62 794). Медіана доходів становила 41 597 доларів для чоловіків та 37 156 доларів для жінок. За межею бідності перебувало 8,0 % осіб, у тому числі 6,3 % дітей у віці до 18 років та 9,1 % осіб у віці 65 років та старших.
Цивільне працевлаштоване населення становило 1737 осіб. Основні галузі зайнятості: освіта, охорона здоров'я та соціальна допомога — 32,7 %, роздрібна торгівля — 13,8 %, мистецтво, розваги та відпочинок — 10,4 %, будівництво — 7,6 %.